# The Time of Our Lives
The Time of Our Lives är en sång med den italienska operapopgruppen Il Divo och den amerikanska R&B-sångerskan Toni Braxton. Låten spelades in som officiell låt för VM i fotboll 2006 i Tyskland och skrevs av svensken Jörgen Elofsson och producerades av Steve Mac. Den finns med på samlingsalbumet Voices from the FIFA World Cup (2006) och på den europeiska återutgåvan av Braxtons femte studioalbum Libra (2005). 
Låten släpptes som singel enbart i Europa den 9 juni 2006 men blev Tonis mest framgångsrika från hennes album. 

## Musikvideo
Singelns musikvideo regisserades av Nigel Dick och utspelar sig på en fotbollsarena nattetid. Il Divo medlemmarna står på planen och Braxton syns på en enorm skärm ovanför. Fotbollsscener visas med jämna mellanrum under videons gång. 

## Format och innehållsförteckningar
CD-singel, Europa
1. "The Time of Our Lives" (radioversion) – 3:18
2. "Isabel" – 4:14

CD-maxisingel, Europa
1. "The Time of Our Lives" (radioversion) – 3:18
2. "Isabel" – 4:14
3. "The Time of Our Lives" (originalversion) – 4:40
4. "Heroe" – 4:17
5. "The Time of Our Lives" (Video)

## Listplaceringar
| Lista (2006)              | Topplacering |
| ------------------------- | ------------ |
| Österrikiska singellistan | 24           |
| Europeiska singellistan   | 52           |
| Tyska singellistan        | 17           |
| Italienska singellistan   | 24           |
| Norska singellistan       | 16           |
| Schweiziska singellistan  | 8            |